# Agerbæk Sogn
Agerbæk Sogn ist eine Kirchspielsgemeinde (dänisch Sogn) im südlichen Dänemark. Bis 1970 gehörte sie zur Harde Skast Herred im damaligen Ribe Amt, danach zur Helle Kommune im erweiterten Ribe Amt, die im Zuge der  Kommunalreform zum 1. Januar 2007 in der „neuen“ Varde Kommune in der Region Syddanmark aufgegangen ist.

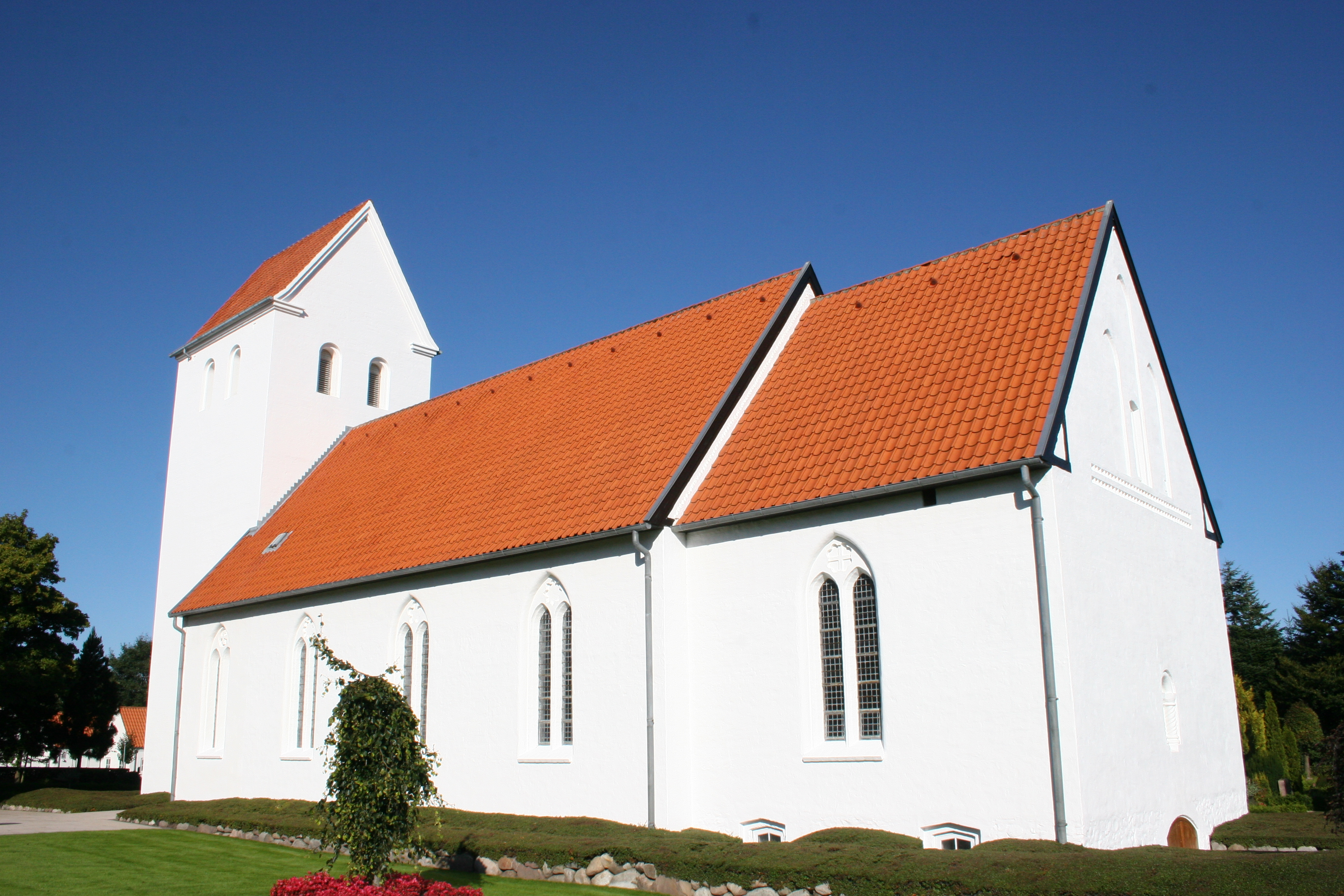
Agerbæk Kirke

Im Kirchspiel leben 1544 Einwohner, davon 1293 im Kirchdorf (Stand:1. Januar 2023). Im Kirchspiel liegt die Kirche „Agerbæk Kirke“.
Nachbargemeinden sind im Westen Fåborg Sogn und Norden Vester Starup Sogn, ferner in der benachbarten Vejen Kommune im Osten Lindknud Sogn und im Süden Åstrup Sogn.

## Persönlichkeiten
- Ivar Hansen (1938–2003), Landwirt und Politiker